# Římskokatolická farnost Napajedla
Římskokatolická farnost Napajedla je územní společenství římských katolíků s farním kostelem svatého Bartoloměje v děkanátu Zlín. 

## Historie farnosti
První písemná zpráva oNapajedlích pochází z roku 1355. Kostel svatého Bartoloměje v Napajedlích byl vystavěn v letech 1710–1712. Nechal ho postavit tehdejší majitel napajedelského panství Adam Jáchym z Rottalu. Vysvěcen byl až v roce 1741 olomouckým biskupem Jakubem Arnoštem. Kostel nebyl první církevní stavbou ve městě, původní kostel sv. Bartoloměje stával hned vedle napajedelské fary, poblíž tržiště a radnice, ten ale nevyhovoval kapacitou a proto byl zbourán a vystavěn byl nový nesoucí stejný název jako ten minulý, kostel svatého Bartoloměje.

## Duchovní správci
Farářem je od července 2024 R. D. Mgr. Josef Říha. Od července 2009 do června 2024 byl farářem R. D. Mgr. Ryszard Piotr Turko.

## Bohoslužby
| Kostel              | Místo     | Bohoslužba (den) | Hodina | Poznámka     |
| ------------------- | --------- | ---------------- | ------ | ------------ |
| svatého Bartoloměje | Napajedla | neděle           | 9:00   | farní kostel |
| svatého Bartoloměje | Napajedla | pondělí          | 8:00   | farní kostel |
| svatého Bartoloměje | Napajedla | středa           | 17:45  | farní kostel |
| svatého Bartoloměje | Napajedla | pátek            | 17:45  | farní kostel |
| svatého Bartoloměje | Napajedla | sobota           | 8.00   | farní kostel |

Aktuální časy jsou vždy v kalendáři.

## Aktivity ve farnosti
Aktivní je ve farnosti sbor i schola, pro ministranty se koná každoroční letní tábor.
Ve farnosti se pravidelně koná tříkrálová sbírka. V roce 2017 činil její výtěžek 149 351 korun.
V prosinci 2017 byl ve farním kostele zřízen čtenářský koutek, odkud si mohou lidé vypůjčit knihu. Základ fondu tvoří výběr duchovní literatury z farní knihovny, nabídnout knihy však může každý 